# Bahnhof Shoreditch High Street
Der Bahnhof Shoreditch High Street ist ein Bahnhof im Londoner Stadtteil Shoreditch an der Grenze des London Borough of Tower Hamlets und der City of London. Er wurde 2010 als Ersatz für die nahegelegene, 2006 stillgelegte U-Bahn-Station Shoreditch eröffnet und wird ausschließlich von London-Overground-Zügen der East London Line befahren.

## Geschichte
→ Für den Schienenverkehr im Gebiet rund um die Station von 1869 bis 2010 siehe Shoreditch (London Underground)#Geschichte
Die Station wurde am 27. April 2010 im Zuge der ersten Teileröffnung der East London Line im Beisein des Londoner Bürgermeisters Boris Johnson dem Verkehr übergeben. Die Züge verkehrten vorerst lediglich zwischen Dalston Junction und den beiden Bahnhöfen New Cross und New Cross Gate. Die südlichen Verlängerungen nach Crystal Palace und West Croydon wurden schließlich am 23. Mai 2010 in Betrieb genommen. Am 28. Februar 2011 folgte die nördliche Verlängerung nach Highbury & Islington.

## Lage
Der zweigleisige Durchgangsbahnhof liegt auf einem neugebauten Viadukt, welches als Bindeglied zwischen dem bereits bis 1985 von der heutigen North London Line für Züge zum Bahnhof Broad Street genutzten Kingsland-Viadukt und dem Bahnhof Whitechapel neu erstellt wurde. Der Bahnhof kreuzt die Bethnal Green Road, trägt aber den Namen der parallel zur Bahnlinie führenden Shoreditch High Street. Der Bahnhof liegt am Rande des ehemaligen Bahnhofs Bishopsgate an der Great Eastern Main Line, der von 1840 bis 1916 ein Personenbahnhof war, dann in einen Güterbahnhof umgebaut wurde. Dieser wiederum wurde 1964 durch ein Feuer zerstört, aber erst 2005 endgültig abgetragen, um den Bau der Station Shoreditch High Street zu ermöglichen. Der Neubau wurde barrierefrei errichtet.

## Betrieb
Der Bahnhof wird ausschließlich von Zügen der London Overground in diversen Relationen im Viertelstundentakt bedient.
- Dalston Junction – Shoreditch High Street – Canada Water – New Cross
- Highbury & Islington – Dalston Junction – Shoreditch High Street – Canada Water – New Cross Gate – Crystal Palace
- Highbury & Islington – Dalston Junction – Shoreditch High Street – Canada Water – New Cross Gate – West Croydon
- Dalston Junction – Shoreditch High Street – Canada Water – Clapham Junction

Zurzeit ergibt das eine Zugdichte von 16 Zügen stündlich.

## Zukunft
Eine Station der Central Line steht zur Debatte, zumal die U-Bahn-Linie ziemlich genau unter dem Bahnhof verläuft. Zudem befindet sich die Kreuzung Central/ELL etwa in der Mitte zwischen den Stationen Liverpool Street und Bethnal Green – diese Lücke ist mit 2 Kilometern eine der größten zwischen zwei Stationen im Streckennetz der London Underground.
Der Plan eines Umsteigeknotens hier existiert schon seit 1988, als die ersten Erweiterungspläne der East London Line publik wurden. Jedoch distanzierte sich Transport for London von den Plänen, aufgrund von folgenschweren Betriebsverzögerungen auf den dichten Fahrplan im Falle eines Baus.